# Саобраћај у Крагујевцу

## Градски превоз
Јавни градски превоз на територији Града Крагујевца од 2018. године обављају два предузећа: „Арива Литас“ из Београда и „Вуловић-транспорт“ из Крагујевца.
Постоји 21 основна стална линија градског превоза (и 10-ак изведених):
- 1 (Голочело) Драгобраћа - Корман (Ботуње)
- 2 (Нови Милановац) Петровац - Ждраљица (Доња Сабанта)
- 3 Водовод Бресница - Денино Брдо
- 4 Аутобуска станица - Стара Колонија
- 5 Виногради - Мале Пчелице
- 6 (Кванташ) Аутобуска станица - Грошница
- 8 (Вишњак) Багремар - Споменик (Стара општина)
- 9 Ћифтина ћуприја - Цветојевац
- 10 Ердеч - Маршић
- 11 Хотел - Станово - Хотел (линија има 2 смера)
- 13 Трмбас - Грошница
- 14 Трмбас - Кванташ
- 15 Корићани - Шумарице (Драча)
- 16 Велико Поље - Десимировац
- 17 Баљковац - Дом старих (Језеро)
- 18 Станово - Бозман
- 19 Денино Брдо - Центар - Денино Брдо
- 20 Денино Брдо - Корићани
- 24 Ћава - Кошутњак брдо
- 25 Ердеч - Шумски рај
- 26 Мале Пчелице старо село - Теферич викенд насеље

### Приградски превоз
Сталне линије приградског превоза су:
- 600 Аутобуска станица - I Ракаљ - Велика Сугубина
- 601 Ћифтина ћуприја - Букоровац
- 602 Аутобуска станица - Рогојевац - Рамаћа - Каменица
- 603 Аутобуска станица - Доње Грбице
- 604 Ћифтина ћуприја - Ресник
- 605 Аутобуска станица - Дулене
- 606 Аутобуска станица - Страгари
- 607 Аутобуска станица - Доње Комарице
- 608 Аутобуска станица - Лужнице - Мала Врбица - Горње Јарушице
- 609 Аутобуска станица - Пајазитово - Мала Врбица
- 610 Аутобуска станица - Дреновац - Ђурисело
- 611 Аутобуска станица - Лужнице
- 612 Аутобуска станица - Вињиште